# Heike Henkel

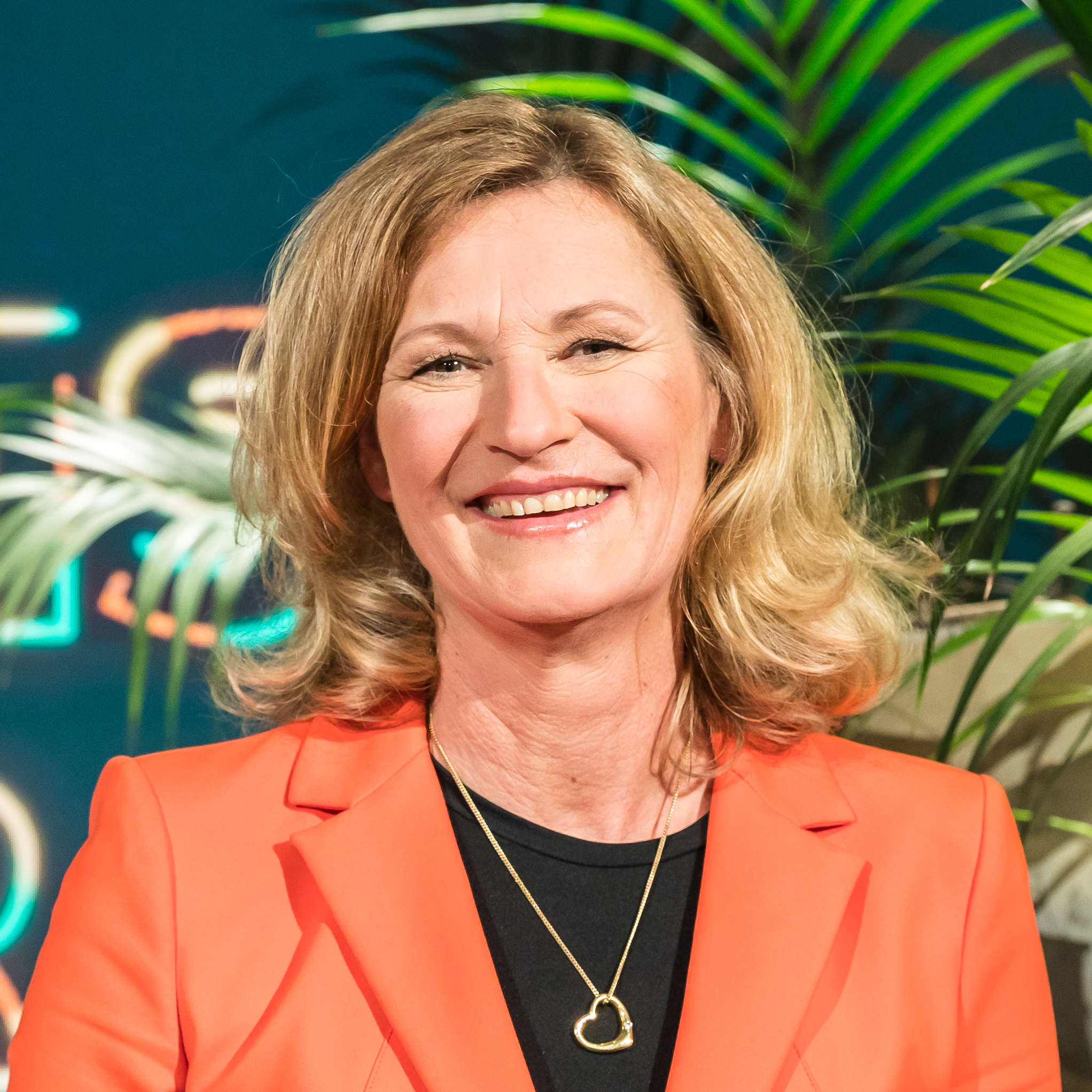
Heike Henkel, 2018

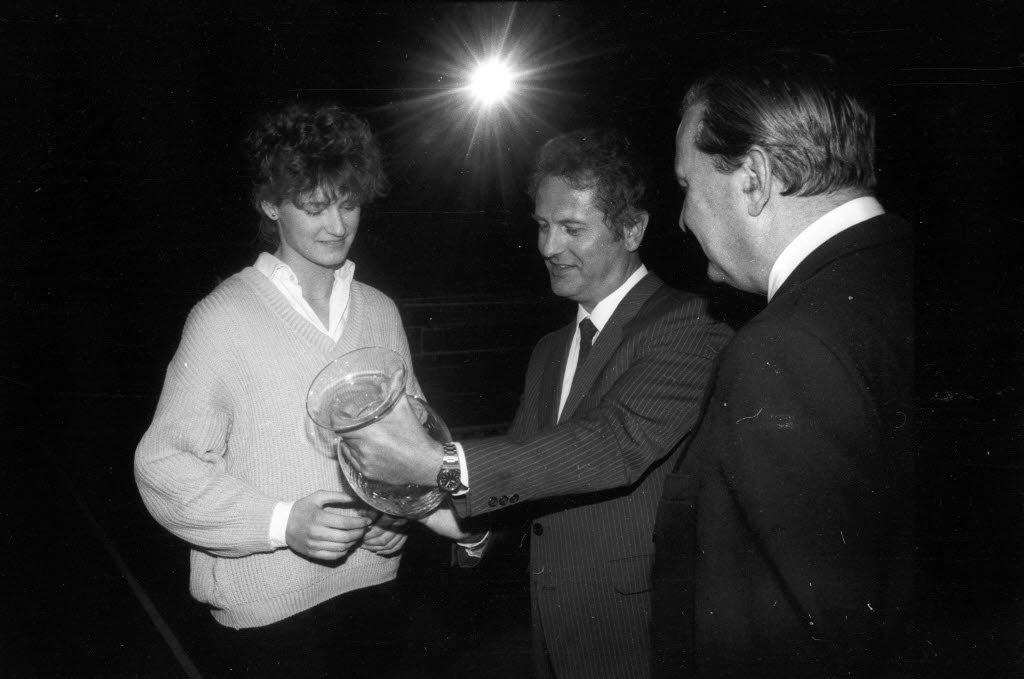
Ministerpräsident Uwe Barschel (Bildmitte) ehrt die Hochspringerin Heike Henkel (links) als Sportlerin des Jahres 1985 von Schleswig-Holstein; 1986

Heike Henkel (geb. Redetzky, seit 2004 verheiratete Meier-Henkel; * 5. Mai 1964 in Kiel, Schleswig-Holstein) ist eine ehemalige deutsche Hochspringerin. Zu Beginn der 1990er Jahre gewann sie sechs internationale Titel. Henkel ist die bislang einzige Hochspringerin, die in drei aufeinanderfolgenden Jahren Europameisterin, Weltmeisterin und Olympiasiegerin wurde.

## Karriere

### Heike Redetzky
Sie begann als Turnerin beim TSV Kronshagen und war als Jugendliche auch im Fechtsport und im Basketball aktiv, daneben begann sie mit der Leichtathletik. 1980 gewann sie ihren ersten deutschen Jugendmeistertitel im Hochsprung mit 1,84 m. Von 1981 bis 1983 starteten die Leichtathleten des TSV Kronshagen in einer Leichtathletik-Gemeinschaft mit Gut-Heil Neumünster. Heike Redetzky verteidigte 1981 ihren Jugendmeistertitel und belegte bei den Junioreneuropameisterschaften 1981 den fünften Platz. Bei den Deutschen Juniorenmeisterschaften 1982 steigerte sie sich auf die neue persönliche Bestleistung von 1,89 m und gewann den Wettbewerb. Nach einem schwächeren Jahr 1983 erreichte sie bei den Deutschen Hallenmeisterschaften 1984 den vierten Platz. Der Durchbruch an die nationale Spitze gelang ihr bei den Freiluftmeisterschaften 1984, als sie mit 1,91 m bei gleicher Höhe den Titel vor Ulrike Meyfarth gewann. Bei den Olympischen Spielen 1984 in Los Angeles erreichte sie in der Qualifikation mit 1,90 m fast ihre Bestleistung, im Finale belegte sie mit 1,85 m den elften Platz, während Ulrike Meyfarth ihre zweite olympische Goldmedaille ersprang. In ihrem letzten Jahr beim TSV Kronshagen gewann Heike Redetzky 1985 sowohl den Deutschen Hallen- als auch den Freilufttitel.
Im Winter 1985 wechselte sie zur LG Bayer Leverkusen, um dort bei Gerd Osenberg zu trainieren, der bereits Heide Rosendahl und Ulrike Meyfarth zum Olympiasieg geführt hatte. Bei den Europameisterschaften 1986 belegte Heike Redetzky mit 1,90 m den sechsten Platz. Im Jahr darauf erreichte sie bei den Halleneuropameisterschaften den fünften Platz und bei den Hallenweltmeisterschaften den sechsten Platz mit jeweils 1,91 m. Bei den Freiluftweltmeisterschaften in Rom überquerte sie 1,96 m und belegte wie in der Halle den sechsten Platz. 1988 gewann sie ihre erste internationale Medaille, als sie bei den Halleneuropameisterschaften in Budapest zusammen mit Larissa Kositsina aus der UdSSR mit 1,97 m Silber hinter der Bulgarin Stefka Kostadinowa erhielt. In der Freiluftsaison verbesserte sich Heike Redetzky auf 1,98 m. Bei den Olympischen Spielen 1988 verpasste sie als 13. der Qualifikation knapp den Einzug ins Finale. Im Winter gewann sie erneut eine Hallenmedaille, bei den Hallenweltmeisterschaften, die wie die Halleneuropameisterschaften im Jahr zuvor in Budapest stattfanden, belegte sie mit 1,94 m den dritten Platz hinter Stefka Kostadinowa und Tamara Bykowa. Am 24. Mai 1989 heiratete sie in Kiel den Schwimmer Rainer Henkel.

### Heike Henkel
Bei den Deutschen Meisterschaften 1989 unterlag Heike Henkel der für den SC Charlottenburg startenden Andrea Arens, der mit 1,98 m der höchste Sprung ihrer Karriere glückte; für Heike Henkel blieb es die einzige Niederlage bei Deutschen Meisterschaften bis 1994. Am 20. August 1989 gelang ihr beim Sportfest in Köln der erste Zweimetersprung ihrer Karriere. Nachdem sie nun sechs Jahre bei internationalen Meisterschaften dabei gewesen war, gewann sie bei den Halleneuropameisterschaften 1990 in Glasgow mit 2,00 m ihren ersten internationalen Titel. Zweite wurde mit 1,94 m Britta Vörös aus der DDR, auf den dritten Platz sprang Galina Astafei aus Rumänien. Bei den Europameisterschaften 1990 in Split traten zum letzten Mal Athleten und Athletinnen aus der DDR und aus der Bundesrepublik Deutschland in getrennten Mannschaften an. Im Hochsprung erreichte die beste Springerin der DDR, Heike Balck, den fünften Platz. Heike Henkel siegte mit 1,99 m vor Biljana Petrović aus der gastgebenden jugoslawischen Mannschaft und Jelena Jelessina aus der Sowjetunion, die beide 1,96 m sprangen.
1991 konnte Heike Henkel ihre Erfolgsserie fortsetzen. Sie siegte bei den Hallenweltmeisterschaften in Sevilla mit 2,00 m vor Tamara Bykowa und Heike Balck. Anfang August überquerte sie in Monte Carlo 2,04 m und übertraf damit den acht Jahre alten deutschen Rekord von Ulrike Meyfarth. Vier Wochen später steigerte sie sich bei den Weltmeisterschaften in Tokio auf 2,05 m und siegte mit sieben Zentimetern Vorsprung auf Jelena Jelessina. 1991 gewann Heike Henkel auch die Gesamtwertung des Leichtathletik-Grand-Prix.
Bei den Deutschen Hallenmeisterschaften 1992 stellte Heike Henkel mit 2,07 m einen neuen Hallenweltrekord auf. Kurz darauf siegte sie bei den Halleneuropameisterschaften in Genua mit 2,02 m, wobei sie alle Höhen im ersten Versuch übersprungen hatte, weswegen sie nach der Mehrversuchsregel Gold vor Stefka Kostadinowa gewann, die ebenfalls 2,02 m gemeistert hatte. Bei den Olympischen Spielen 1992 hatte am 7. August Heike Drechsler Gold im Weitsprung gewonnen. Tags darauf trat Heike Henkel zum Hochsprungfinale an und siegte mit 2,02 m vor Galina Astafei. Damit gingen beide Goldmedaillen im Sprung an eine Deutsche namens Heike. Heike Henkel erhielt in diesem Jahr noch weitere Ehrungen: Nachdem sie bereits bei den Deutschen Meisterschaften den Rudolf-Harbig-Gedächtnispreis bekommen hatte, wurde sie Ende des Jahres zur Welt-Leichtathletin des Jahres und zu Deutschlands Sportlerin des Jahres gewählt.
Nach drei Jahren, in denen sie alle Titel gewonnen hatte, unterlag sie bei den Hallenweltmeisterschaften 1993 in Toronto mit 2,02 m gegen Stefka Kostadinowa, die bei gleicher Höhe diesmal die Mehrversuchsregel auf ihrer Seite hatte. In der Freiluftsaison gewann Henkel den deutschen Meistertitel mit 2,00 m, bei den Weltmeisterschaften 1993 in Stuttgart qualifizierte sie sich im Gegensatz zu Kostadinowa für das Finale, trat aber dann wegen Verletzung nicht an.
Nach neun Hallenmeistertiteln in Folge startete Heike Henkel 1994 nicht bei den Deutschen Hallenmeisterschaften, Ende Februar kam ihr erster Sohn zur Welt. Die junge Mutter bemühte sich gleichwohl sofort wieder um die Fortsetzung ihrer Karriere. Bei den Deutschen Freiluftmeisterschaften belegte sie den fünften Platz, während Heike Balck ihren ersten Meistertitel nach der Wiedervereinigung gewann. Bis zu den Europameisterschaften 1994 kam Henkel zwar so gut in Form, dass sie die Qualifikationshöhe von 1,92 m überwand, im Finale schied sie aber mit 1,85 m frühzeitig aus. Während Heike Balck den sechsten Platz belegte, siegte eine andere Springerin aus der früheren DDR: Britta Vörös hatte nach Slowenien geheiratet und gewann als Britta Bilac. Während Britta Bilac damit keine nationale Konkurrentin für Heike Henkel war, bekam sie durch die Einbürgerung von Alina Astafei (vordem Galina Astafei) eine andere Weltklasseathletin zur Gegnerin. Bei den Deutschen Hallenmeisterschaften 1995 siegte Astafei vor Henkel und gewann ihren ersten deutschen Titel. Im März bei den Hallenweltmeisterschaften 1995 in Barcelona erreichten die drei Hochspringerinnen das Siegespodest, die fünf Jahre zuvor die Medaillen bei den Halleneuropameisterschaften in Glasgow erhalten hatten. Astafei erhielt mit 2,01 m ihre erste Goldmedaille für Deutschland, Britta Bilac gewann Silber vor Heike Henkel, beide hatten 1,99 m überquert. Auch in der Freiluftsaison besiegte Astafei Henkel bei den Deutschen Meisterschaften. Bei den Weltmeisterschaften in Göteborg verpasste Henkel den Finaleinzug, während Astafei Silber hinter Kostadinowa gewann. 1996 belegte Henkel erneut hinter Astafei den zweiten Platz bei den Deutschen Meisterschaften. Nachdem ihr die Olympiaqualifikation nicht gelungen war, beendete sie ihre Karriere.
Nach der Geburt ihres zweiten Sohnes 1997, kehrte Heike Henkel noch einmal in die Stadien zurück. 1999 gewann sie bei den Deutschen Freiluftmeisterschaften und im Jahr darauf den Hallentitel. Ihr letzter großer Wettkampf war bei den Halleneuropameisterschaften 2000 in Gent, bei dem sie mit 1,85 m noch einmal Achte werden konnte. In der Freiluftsaison 2000 verabschiedete sie sich dann endgültig als aktive Sportlerin.
Ihren Hallenweltrekord verlor Heike Henkel nach 14 Jahren am 4. Februar 2006 an die Schwedin Kajsa Bergqvist. Der Sprung über 2,07 m steht aber (Stand November 2009) noch als deutscher Hallenrekord, während ihr Freiluftrekord nach 18 Jahren am 14. Juni 2009 von Ariane Friedrich übertroffen wurde.

## Privates
Heike Henkel ist 1,82 m groß und wog zu Wettkampfzeiten 62 kg. Von 1989 bis 2001 war sie mit dem Schwimmer Rainer Henkel verheiratet; aus der Ehe stammen zwei Kinder. Eine weitere Tochter entstammt der Lebensgemeinschaft mit Ex-Zehnkämpfer Paul Meier, mit dem sie seit dem 30. April 2004 verheiratet ist. Die Tochter Marlene Meier wurde 2022 Deutsche Meisterin über 100 m Hürden.
1996 schloss Heike Henkel ihr Studium in Grafik-Design erfolgreich mit dem Diplom ab. Sie hält heute Vorträge zu verschiedenen Themen wie Motivation, Erfolg und Misserfolg. Am 6. November 1997 wurde ihr der Verdienstorden des Landes Nordrhein-Westfalen verliehen. Die bereits während ihrer Laufbahn engagierte Anti-Doping-Kämpferin – hierfür wurde sie 1991 mit dem Bambi geehrt – gehörte von 2002 bis 2005 dem Vorstand der nationalen Anti-Doping-Agentur NADA an.
Seit Januar 2007 ist Heike Henkel Schirmherrin des Ambulanten Kinderhospizdienstes in Köln, sowie bereits seit 1995 Schirmherrin des Ronald McDonald Hauses der McDonald’s Kinderhilfe Stiftung in Aachen.
2018 wirkte sie beim RTL Ninja Warrior Germany Promi-Special für den RTL-Spendenmarathon mit.
Seit 2021 engagiert sich Heike Henkel als Osteopathie-Botschafterin des Verbandes der Osteopathen Deutschland. Seit 2023 ist sie Vorstandsmitglied der Deutschen Osteopathie-Stiftung für Wissenschaft und Forschung.

## Deutsche Meistertitel
- Freiluft: 1984, 1985, 1986, 1987, 1988, 1990, 1991, 1992, 1993, 1999
- Halle: 1985, 1986, 1987, 1988, 1989, 1990, 1991, 1992, 1993, 2000